# 卡斯波焦
卡斯波焦（義大利語：Caspoggio），是意大利松德里奥省的一个市镇。总面积6平方公里，人口1531人，人口密度255.2人/平方公里（2009年）。国家统计（ISTAT）代码为014013。